# Geórgios Sisínis
Geórgios Sisínis (grec moderne : Γεώργιος Σισίνης, souvent appelé Georges Sissinis dans les sources francophones) né en 1769 à Gastouni et mort en 1831 était un homme politique grec qui participa à la guerre d'indépendance grecque.
Issu d'une des grandes familles patriciennes d'Élide, il aurait dû faire partie des otages exigés par les Ottomans au début de la guerre d'indépendance. Sur les conseils de Germanós de Pátras, il prétexta un problème de santé pour ne pas se rendre à Tripolizza. Il avait été initié dans la Filikí Etería en 1819. Il participa ensuite aux combats dans sa région natale.
Il fut élu à l'assemblée nationale d'Astros en 1823.
Décrit par le philhellène et historien Thomas Gordon comme un « vieil hypocrite rusé qui s'était rendu maître absolu de l'Élide en assassinant ses rivaux », il prit part à la seconde guerre civile dans le camp des « Péloponnésiens ». Après la défaite de son camp et l'invasion de l'Élide par Gouras en janvier 1825, il se réfugia d'abord à Zante mais en fut expulsé et dut se constituer prisonnier ; il fut alors emprisonné quelques mois à Hydra. 
Il participa à la Troisième Assemblée nationale grecque en 1826 et y fut nommé membre de la Commission exécutive qui devait remplacer le précédent gouvernement. Il participa aussi aux réunions ultérieures de cette assemblée, dans ses phases « Kastri » puis « Trézène » en 1827.
En 1828, Ioánnis Kapodístrias le nomma dans le Panellínion, le conseil gouvernemental ; il passa au Sénat quand celui-ci remplaça le Panellínion en 1829. Il fut ensuite membre de l'assemblée nationale d'Argos.

## Sources
- (el) Phótios Chrysanthópoulos, Βίοι Πελοποννησίων ανδρών και των εξώθεν εις την Πελοπόννησον ελθόντων κληρικών, στρατιωτικών και πολιτικών των αγωνισαμένων τον αγώνα της επαναστάσεως, Athènes, Stávros Andrópoulos,‎ 1888, 335 p. (lire en ligne)
- (el) Parlement grec, Μητρώο Πληρεξουσίων, Γερουσαστών και Βουλευτών. 1822-1935, Athènes, Parlement grec,‎ 1986, 159 p. (lire en ligne) [PDF]